# Електра Апостолу
Електра Апостолу (грец. Ηλέκτρα Αποστόλου; 20 лютого 1912 — 25 липня 1944) — грецька революціонерка, членкиня Комуністичної партії Греції, учасниця руху Опору.

## Біографія
Народилася в Афінах, в заможній сім'ї; незважаючи на балканські війни, її дитинство пройшло в достатку. Навчалася в німецькій елітній школі.
У 13 років познайомилася з членами Союзу комуністичної молоді, згодом організувала у школі «товариство допомоги жертвам диктатури Пангалоса». У роки окупації Греції (1941—1944) стала членкинею першої редакції офіційного органу Єдиної Всегрецької Організації Молоді, газети «Нове Покоління».
Замучена до смерті в гестапо, 25 липня 1944 року.